# Sonia Gómez Vicente
Sonia Gómez Vicente (La Sénia, Montsià, 1973) és una ballarina, performer i coreògrafa catalana.
Formada en Dansa contemporània i Coreografia a l'Institut del Teatre i al centre P.A.R.T.S., a Brussel·les, des de l'any 2004, treballa en projectes que tenen com a eixos temàtics la construcció identitària, però també el descobriment de certes impostures socials a través de l'art, a través del cos i de la performance. A mig camí entre la dansa, el teatre i la performance, com a figura destacada de l'escena més contemporània de país, Gómez Vicente ha treballat com a intèrpret en les agrupacions General Elèctrica, La Carnicería Teatro i La Fura dels Baus.
La seva trajectòria ha estat guardonada amb el Premi FAD Sebastià Gash (2007), el Premi Espectacle Innovador en Gira (2010), el Premi Delfí Colomé (2017) i el Premi Butaca al millor espectacle de dansa (2018). La seva obra té com a eixos temàtics la construcció identitària, però també el descobriment de certes impostures socials a través de l'art i de les impostures de l'art a través de les performances, com a actes públics, oberts i socials. Aquesta varietat de materials, de diferents procedències i disciplines, aprofundeix de forma coherent i lúdica en una obra també complexa i sofisticada. La ficció, sempre present a la seva feina, és perfecció i imperfecció, entre el fet real i la cosa fictícia o entre la representació i la seva experiència.